# Bruno Alves
Pour les articles homonymes, voir Alves (homonymie) et Regufe.
Bruno Alves, de son nom complet Bruno Eduardo Regufe Alves, né le 27 novembre 1981 à Póvoa de Varzim au Portugal, est un ancien footballeur international portugais qui évoluait au poste de défenseur central.

## Biographie

### Carrière en club

#### FC Porto
Bruno Alves est issu du centre de formation du Varzim SC. Après des débuts difficiles et plusieurs prêts, il revient dans son club formateur pour la saison 2005-2006. Il met un an à s'imposer et éclate lors de la saison 2006-2007 où il forme avec Pepe la charnière centrale du FC Porto.
Avec le club, il remporte 4 titres de champion du Portugal et 3 Coupes du Portugal.

#### Zénith Saint-Pétersbourg (2010-2013)
En août 2010, il quitte le FC Porto et rejoint le club russe du Zénith Saint-Pétersbourg pour 22 millions d'euros et un contrat de quatre ans. Il s'impose immédiatement comme titulaire indiscutable et il figure parmi les meilleurs défenseurs de l'histoire du club russe.

#### Rangers FC (2017-2018)
Le 31 mai 2017, il signe avec les Rangers FC, club de Scottish Premiership, pour deux ans. Il marque son premier but le 9 août, en Coupe de la Ligue, sur un coup franc. Il est nommé capitaine  à plusieurs reprises, en remplacement de Lee Wallace, blessé. Le 30 décembre, il se blesse à la cheville lors du Old Firm contre le Celtic FC. Il revient à l'entraînement début février 2018.

#### Parme Calcio 1913 (2018-2021)
Après une saison aux Glasgow Rangers et 25 matches disputés, Bruno Alves quitte l'Ecosse et s'engage le 12 juillet 2018, pour une saison avec Parme, promu en Serie A. Le 1er février 2019, il prolonge son contrat jusqu'en 2020.

### Sélection nationale

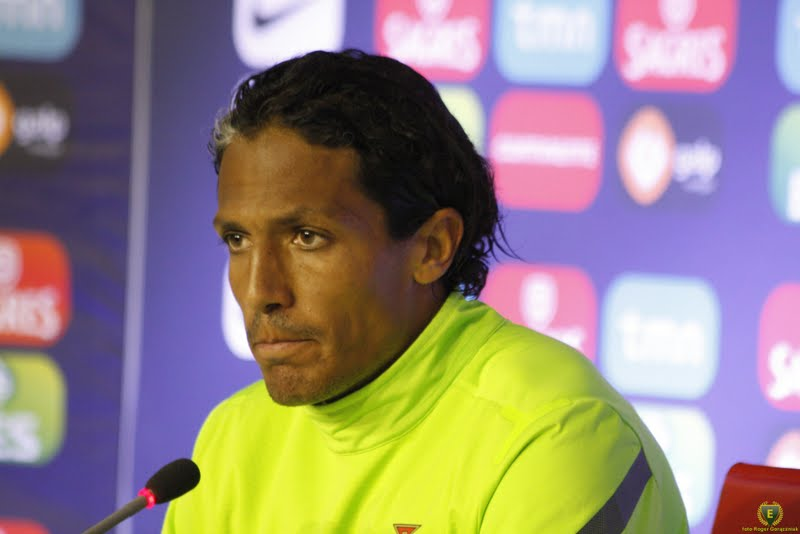
Bruno Alves lors d'une conférence de presse lors de l'Euro 2012.

Ses qualités ne passent pas inaperçues dans l'œil du sélectionneur, Luiz Felipe Scolari, qui le lance dans la sélection A. Il s'impose progressivement comme titulaire indiscutable dans la défense centrale de l'équipe du Portugal. Il reprendre ainsi le statut de Jorge Costa ou plus récemment de Ricardo Carvalho. 
Avec l'équipe du Portugal, il participe aux Jeux olympiques d'été de 2004 à Athènes puis à l'Euro 2008 qui se déroule en Suisse et en Autriche.
Il dispute ensuite la Coupe du monde 2010 organisée en Afrique du Sud, puis l'Euro 2012 où il se classe demi-finaliste. Lors de la demi-finale face à l'Espagne, il rate son tir au but en tirant sur la barre transversale. Il est encore présent dans le groupe des 23 qui sera éliminé dès le premier tour de la coupe du monde brésilienne en 2014 ainsi qu'à l'Euro 2016 où le Portugal termine champion (il jouera seulement la demi-finale face au pays de Galles en raison de la blessure de Pepe). L'année suivante, il dispute la Coupe des Confédérations 2017 dans laquelle le Portugal obtiendra la troisième place.
Il participe à la Coupe du monde 2018 en Russie. Il est remplaçant. 

### Style de jeu
Bruno Alves est un défenseur central assez dur (en témoigne son carton rouge contre un pied en l'air sur Harry Kane en 2016) mais il commet peu de fautes contrairement à son ainé et modèle Jorge Costa. Il possède une détente phénoménale et un bon jeu de tête qui lui permet d'être intraitable dans les airs de sa surface et d'être un vrai danger sur coups pieds arrêtés dans celle de l'adversaire. Il tire aussi très bien les coups francs, en force comme en finesse. Il possède également une condition physique qui fait peur à tous les attaquants qui veulent le dépasser.

## Carrière
| Période   | Club                     | Pays     | Matchs | Buts |
| 1999-2000 | FC Porto B               | Portugal | 2      | 1    |
| 2000-2001 | FC Porto B               | Portugal | 36     | 6    |
| 2001-2002 | FC Porto B               | Portugal | 17     | 2    |
| 2002-2002 | Sporting Farense (prêt)  | Portugal | 15     | 0    |
| 2002-2003 | Sporting Farense (prêt)  | Portugal | 31     | 3    |
| 2003-2004 | Vitoria Guimarães (prêt) | Portugal | 25     | 1    |
| 2004-2005 | AEK Athènes (prêt)       | Grèce    | 27     | 0    |
| 2005-2006 | FC Porto                 | Portugal | 7      | 0    |
| 2006-2007 | FC Porto                 | Portugal | 28     | 2    |
| 2007-2008 | FC Porto                 | Portugal | 27     | 2    |
| 2008-2009 | FC Porto                 | Portugal | 30     | 5    |
| 2009-2010 | FC Porto                 | Portugal | 27     | 5    |
| 2010      | Zénith Pétersbourg       | Russie   | 14     | 0    |
| 2011-2012 | Zénith Pétersbourg       | Russie   | 36     | 0    |
| 2012-2013 | Zénith Pétersbourg       | Russie   | 21     | 1    |
| 2013-2014 | Fenerbahçe               | Turquie  | 25     | 3    |
| 2014-2015 | Fenerbahçe               | Turquie  | 24     | 0    |
| 2015-2016 | Fenerbahçe               | Turquie  | 25     | 1    |
| 2016-2017 | Cagliari Calcio          | Italie   | 16     | 1    |
| 2017-2018 | Rangers                  | Écosse   | 25     | 2    |

## Statistiques
- 94 sélections et 11 buts en équipe du Portugal
- 2 buts en 55 matchs de Ligue des champions
- 1 but en 23 matchs de Ligue Europa

## Palmarès

### En Club
FC Porto
- Championnat du Portugal
  - Champion en 2006, 2007, 2008 et 2009.

- Supercoupe du Portugal
  - Vainqueur en 2006 et 2009.

- Coupe du Portugal
  - Vainqueur en 2006, 2009 et 2010.

 Zénith Saint-Pétersbourg
- Champion de Russie
  - Champion en 2010 et 2011-2012.

- Supercoupe de Russie
  - Vainqueur en 2011

- Coupe de Russie
  - Vainqueur en 2010

 Fenerbahçe
- Championnat de Turquie
  - Champion en 2014

### En sélection
Portugal
- Championnat d'Europe
  - Vainqueur : 2016
- Coupe des confédérations
  - Troisième : 2017

## Vie personnelle
Il est issu d'une famille de footballeurs. Son grand frère Geraldo Alves est aussi un défenseur central alors que son frère cadet Júlio Alves joue au poste de milieu. Le père de Bruno Alves, Washington Alves (en) est un footballeur brésilien ayant passé la majorité de sa carrière au Portugal notamment au Varzim Sport Club, basé dans la ville de naissance de ses fils. Le frère de Washington et donc l'oncle de Bruno Alves, Geraldo Assoviador (en) est un footballeur international brésilien qui est mort prématurément à l'âge de 22 ans.